# Concurrent Versions System
CVS (ang. Concurrent Versions System) – system kontroli wersji udostępniany na licencji GPL. Przeznaczony do pracy grupowej nad kodem programów lub innych projektów realizowanych w zapisie elektronicznym. CVS zbudowany jest w architekturze klient-serwer. Stworzony na bazie RCS przez Dicka Grune w 1986 roku.
Od początku lat 90. XX wieku CVS był wykorzystywany jako narzędzie pracy grupowej w wielu projektach programistycznych, których współpraca oparta została na wykorzystaniu Internetu – są to m.in. całe systemy operacyjne takie jak OpenBSD i NetBSD.
W stosunku do późniejszych systemów kontroli wersji, CVS jest często krytykowany przez użytkowników za poniższe cechy:
- operacje na repozytorium nie są atomowe,
- stworzenie nowej gałęzi pochłania dużo miejsca na dysku,
- brak wersjonowania dla zmian nazw i usuwania plików,
- brak wsparcia dla rozproszonego systemu kontroli wersji(inne języki).

W celu wyeliminowania powyższych braków powstał zcentralizowany system Subversion, pomyślany jako następca CVS.